# Stan Smrke
Stan Smrke (né le 2 septembre 1928 à Belgrade, Yougoslavie - mort le 14 avril 1977) est un joueur professionnel de hockey sur glace yougoslave. Il possède aussi la nationalité canadienne.

## Carrière
Natif de Belgrade en ex-Yougoslavie, il joua son hockey junior dans la grande région de Toronto. Sa carrière professionnelle débuta vraiment en 1948-1949 alors qui se joignit aux Elans de Port-Alfred qui allaient devenir les Saguenéens la saison suivante. Il y restera plusieurs saisons avant de passer aux Canadiens de Montréal. Il ne jouera que 9 parties dans la Ligue nationale de hockey sur 2 saisons, toutes avec les Canadiens. Il participa au Match des étoiles de la Ligue nationale de hockey en 1957 alors que la formule opposait les champions de la Coupe Stanley (les Canadiens cette année-là) aux étoiles des autres clubs.
Par la suite, il joua avec les Americans de Rochester 9 saisons, remportant deux Coupe Calder. Il est intronisé au temple de la renommée du club en 1988, honneur qu'il reçoit plus de 10 ans après son décès.

## Statistiques
Pour les significations des abréviations, voir Statistiques du hockey sur glace.
| Saison     | Équipe                     | Ligue      |    | Saison régulière | Saison régulière | Saison régulière | Saison régulière | Saison régulière |   | Séries éliminatoires | Séries éliminatoires | Séries éliminatoires | Séries éliminatoires | Séries éliminatoires |
| Saison     | Équipe                     | Ligue      | PJ | B                | A                | Pts              | Pun              | PJ               | B | A                    | Pts                  | Pun                  |                      |                      |
| 1945-1946  | Redmen Jr. de Copper Cliff | NOJHA      | 3  | 4                | 0                | 4                | 0                | -                | - | -                    | -                    | -                    |                      |                      |
| 1946-1947  | Young Rangers de Toronto   | OHA-Jr.    | 5  | 0                | 0                | 0                | 0                | -                | - | -                    | -                    | -                    |                      |                      |
| 1947-1948  | Atlantic City/Baltimore    | EAHL       | 28 | 9                | 16               | 25               | 14               | -                | - | -                    | -                    | -                    |                      |                      |
| 1948-1949  | Elans de Port-Alfred       | SagSHL     | 36 | 27               | 18               | 45               | -                | -                | - | -                    | -                    | -                    |                      |                      |
| 1949-1950  | Saguenéens de Chicoutimi   | LHSQ       | 58 | 24               | 26               | 50               | 64               | 5                | 5 | 0                    | 5                    | 5                    |                      |                      |
| 1950-1951  | Saguenéens de Chicoutimi   | LHSQ       | 54 | 16               | 36               | 52               | 48               | 6                | 0 | 2                    | 2                    | 2                    |                      |                      |
| 1951-1952  | Saguenéens de Chicoutimi   | LHSQ       | 40 | 10               | 13               | 23               | 25               | 18               | 5 | 6                    | 11                   | 15                   |                      |                      |
| 1952-1953  | Saguenéens de Chicoutimi   | LHSQ       | 59 | 35               | 46               | 81               | 28               | 20               | 5 | 8                    | 13                   | 13                   |                      |                      |
| 1953-1954  | Saguenéens de Chicoutimi   | LSQ        | 62 | 11               | 32               | 43               | 24               | 7                | 0 | 2                    | 2                    | 0                    |                      |                      |
| 1954-1955  | Saguenéens de Chicoutimi   | LSQ        | 60 | 25               | 36               | 61               | 34               | 7                | 2 | 2                    | 4                    | 2                    |                      |                      |
| 1955-1956  | Saguenéens de Chicoutimi   | LSQ        | 45 | 26               | 32               | 58               | 20               | 5                | 1 | 3                    | 4                    | 7                    |                      |                      |
| 1956-1957  | Saguenéens de Chicoutimi   | LSQ        | 33 | 20               | 18               | 38               | 22               | -                | - | -                    | -                    | -                    |                      |                      |
| 1956-1957  | Canadiens de Montréal      | LNH        | 4  | 0                | 0                | 0                | 0                | -                | - | -                    | -                    | -                    |                      |                      |
| 1957-1958  | Americans de Rochester     | LAH        | 63 | 20               | 19               | 39               | 32               | -                | - | -                    | -                    | -                    |                      |                      |
| 1957-1958  | Canadiens de Montréal      | LNH        | 5  | 0                | 3                | 3                | 0                | -                | - | -                    | -                    | -                    |                      |                      |
| 1958-1959  | Saguenéens de Chicoutimi   | LSQ        | 57 | 36               | 32               | 68               | 40               | -                | - | -                    | -                    | -                    |                      |                      |
| 1959-1960  | Americans de Rochester     | LAH        | 67 | 40               | 36               | 76               | 18               | 11               | 7 | 6                    | 13                   | 2                    |                      |                      |
| 1960-1961  | Americans de Rochester     | LAH        | 21 | 10               | 12               | 22               | 6                | -                | - | -                    | -                    | -                    |                      |                      |
| 1961-1962  | Americans de Rochester     | LAH        | 40 | 7                | 19               | 26               | 14               | 2                | 0 | 0                    | 0                    | 0                    |                      |                      |
| 1962-1963  | Americans de Rochester     | LAH        | 71 | 22               | 25               | 47               | 16               | 2                | 1 | 0                    | 1                    | 0                    |                      |                      |
| 1963-1964  | Americans de Rochester     | LAH        | 59 | 23               | 19               | 42               | 26               | 2                | 0 | 0                    | 0                    | 0                    |                      |                      |
| 1964-1965  | Americans de Rochester     | LAH        | 71 | 33               | 59               | 92               | 28               | 10               | 5 | 4                    | 9                    | 4                    |                      |                      |
| 1965-1966  | Americans de Rochester     | LAH        | 50 | 11               | 20               | 31               | 8                | 8                | 0 | 1                    | 1                    | 0                    |                      |                      |
| 1966-1967  | Americans de Rochester     | LAH        | 71 | 31               | 30               | 61               | 24               | 13               | 2 | 7                    | 9                    | 2                    |                      |                      |
| Totaux LNH | Totaux LNH                 | Totaux LNH | 9  | 0                | 3                | 3                | 0                | -                | - | -                    | -                    | -                    |                      |                      |

## Trophées et honneurs personnels
- Ligue de hockey senior du Québec
  - 1951, 1956, 1959 : nommé dans la 2e équipe d'étoiles
  - 1953 : nommé dans la 1re équipe d'étoiles
- Ligue nationale de hockey
  - 1957 : participation au Match des étoiles de la Ligue nationale de hockey
- Ligue américaine de hockey
  - 1960 : nommé dans la 1re équipe d'étoiles
  - 1965, 1966 : remporta la Coupe Calder avec les Americans de Rochester

## Transactions en carrière
- 27 octobre 1957 : échangé aux Canadiens de Montréal par les Saguenéens de Chicoutimi en retour de Jacques Deslauriers, Jack Leclair et de Guy Rousseau.
- 7 juin 1960 : échangé aux Maple Leafs de Toronto par les Canadiens de Montréal en retour de Al MacNeil.

## Parenté dans le sport
- Père du joueur John Smrke